# 布格雷
布格雷是巴西米纳斯吉拉斯州的一个市镇。总面积162.432平方公里，总人口3960人，人口密度24.4人/平方公里。